# Котласький відділ ГУЛЖДС
Котласький відділ ГУЛЖДС (рос. КОТЛАССКИЙ ОТДЕЛ ГУЛЖДС, Котласская техническая база, Котласский пересыльный пункт ГУЛЖДС, Котласский перпункт) - підрозділ, що діяв в структурі Головного управління виправно-трудових таборів СРСР (ГУЛАГ) і був підпорядкований ГУЛЖДС.
Організований 14.05.40 (шляхом розширення Котласької пересильно-перевалочної бази ГУЛАГу і передачі її в ГУЖДС);

закритий 27.10.43 ( реорганізований в Котласький сільськогосподарський ВТТ)
Дислокація: Архангельська область, м.Котлас.

## Виконувані роботи
- складування та перевезення вантажів для північних ВТТ НКВС,
- пересилання з/к, заготівля технічно - допоміжних та ін. матеріалів для Північно-Печорської залізничної магістралі;
- с/г роботи: рослинництво, тваринництво, сінозаготівлі,
- надання робочої сили на контрагентській основі Лімендському лісоперевалочному комбінату, судоремонтному заводу Ліменда, Удімському і Нюбському лісопункту, СУРП5 (пристань Котлас), Котлаській і Ленській сплавконторам, конторі Заготзерно, Болтінській лісобіржі,
- будівельні роботи.

## Чисельність з/к
- 07.40 — 8073,
- 01.10.40 — 6435;
- 01.01.41 — 6907,
- 01.07.41 — 5696;
- 01.01.42 — 2186;
- 01.04.42 — 1938,
- 01.01.43 — 8716